# Henk F. Moed
Hendrik (Henk) Floribert Moed (* 25. Juni 1951 in Weesp, Provinz Noord-Holland; † 20. Oktober 2021 in Amsterdam) war ein niederländischer Informationswissenschaftler.

## Leben und Wirken
Nach Abschluss der Schule studierte er ab 1969 an der Universität Amsterdam zunächst Physik und anschließend Mathematik und erwarb den Master-Grad mit einer Arbeit zur mathematischen Biologie. Anschließend war er von 1978 bis 1981 Mitarbeiter im Programm Science, Technology and Society der Universität Amsterdam (Department of Physics and Astronomy). 1981 wechselte er an die Research Policy Unit der Universität Leiden. Von 1985 bis 1986 war er im Advisory Council for Research Policy (Science and Technology Indicators Unit) in Den Haag tätig. 1986 kehrte er an die Universität Leiden zurück, wo er mit Anthony F. J. van Raan maßgeblich am Aufbau des Centre for Science and Technology Studies (CWTS) beteiligt war.
Er galt als schöpferischer Geist des CWTS bei der Entwicklung von Indikatoren und Analysen in der Szientometrie und war an zahlreichen niederländischen und europäischen Projekten bei der Anwendung bibliometrischer Verfahren für die Forschungsevaluation beteiligt.
1989 verteidigte er seine Dissertation zum Thema The use of bibliometric indicators for the assessment of research performance in the natural and life sciences (Ph.D.). 1999 erhielt er mit Wolfgang Glänzel den Derek de Solla Price Award.
2009 wurde er Professor an der Universität Leiden. 2010 ging er zum Verlag Elsevier, wo er zunächst Senior Scientific Advisor war und im August 2012 Direktor der Informetric Research Group wurde. Anfang November 2014 beendete er seine Tätigkeit bei Elsevier, wurde Gastprofessor an der Universität La Sapienza in Rom und arbeitete dort ab 2015 als freier Mitarbeiter unter anderem in einer Gruppe zur Forschungsevaluation. 2019 wurde er Ehrendoktor der Universität La Sapienza.
Er veröffentlichte mehr als 130 wissenschaftliche Aufsätze zu verschiedenen Aspekten der Bibliometrie, Informetrie, Forschungsevaluation und zur Wissenschaftsforschung (Science Studies). Eine Zusammenstellung seiner wichtigsten Arbeiten wurde von Cinzia Dareio und Wolfgang Glänzel vorgenommen und 2020 in einer Festschrift zu Ehren von Henk F. Moed publiziert.

## Schriften (Auswahl)
- Hendrik Floribert Moed: The use of bibliometric indicators for the assessment of research performance in the natural and life sciences: Aspects of data collection, reliability, validity, and applicability. DSWO Press, 1989, ISBN 978-90-6695-031-3, S. 230.
- Henk F. Moed, Wolfgang Glänzel, Ulrich Schmoch (Hrsg.): Handbook of Quantitative Science and Technology Research. The Use of Publication and Patent Statistics in Studies of S&T Systems. Springer, Dordrecht 2005, ISBN 978-1-4020-2702-4, doi:10.1007/1-4020-2755-9.
- Henk F. Moed: Citation Analysis in Research Evaluation. Springer, Dordrecht 2005, ISBN 978-1-4020-3713-9.
- Henk F. Moed: Applied Evaluative Informetrics. Springer International, 2017, ISBN 978-3-319-60521-0, S. XXI, 312, doi:10.1007/978-3-319-60522-7.
- Wolfgang Glänzel, Henk F. Moed, Ulrich Schmoch, Mike Thelwall (Hrsg.): Springer Handbook of Science and Technology Indicators. Springer International, 2019, ISBN 978-3-03002510-6, doi:10.1007/978-3-030-02511-3.